# Kervin Piñerua
Kervin Martin Piñerua Urbina (ur. 22 lutego 1991 w Caracas, zm. 18 listopada 2016 w Ankarze) – wenezuelski siatkarz, grał na pozycji atakującego, był reprezentantem Wenezueli.
17 listopada 2016 w godzinach popołudniowych wenezuelski siatkarz trafił do szpitala z wysoką gorączką. Pomimo otrzymania leków, w tym surowicy, zmarł następnego dnia rano na zawał serca.

## Sukcesy klubowe
Mistrzostwo Słowacji:
- 2015

## Sukcesy reprezentacyjne
Igrzyska Ameryki Środkowej i Karaibów:
- 2010

Mistrzostwa Ameryki Południowej Juniorów:
- 2010

Puchar Panamerykański Juniorów:
- 2011[3]

Mistrzostwa Ameryki Południowej:
- 2011

Puchar Panamerykański:
- 2015

## Nagrody indywidualne
- 2010: Najlepszy atakujący Mistrzostw Ameryki Południowej Juniorów
- 2011: MVP Pucharu Panamerykańskiego Juniorów
- 2011: Najlepszy serwujący Mistrzostw Ameryki Południowej
- 2014: Najlepszy serwujący Pucharu Panamerykańskiego
- 2015: Najlepszy atakujący słowackiej Extraligi w sezonie 2014/2015